# Pachydermie
La pachydermie est un terme non spécifique pour décrire l'épaississement de la peau ou d'une muqueuse dû à un développement excessif des fibres de son tissu de soutien.
La pachydermie laryngée décrit quant à elle spécifiquement une lésion de la muqueuse du larynx, évaluée au XIXe siècle comme bénigne, mais analysée au XXIe siècle comme une forme de métastase,.